# Mohamed Ould Cheikhna
Mohamed Ould Cheikhna (Aioun, 1965) es un militar y político de Mauritania.
Ould Cheikhna obtuvo el bachillerato en el curso 1983-1984, pasando a la Escuela Normal Superior, aunque en 1985 abandonó los estudios para incorporarse a la Escuela Militar de Atar (EMIA), al norte del país. Obtuvo la mayor puntuación en la misma, incorporándose a la Facultad de Derecho de la Universidad de Nuakchot donde se diplomó en relaciones internacionales.
En su carrera militar, ascendió a Teniente en 1989 y topógrafo en la EMIA. En 1992 se incorporó a las oficinas del Estado Mayor de las Fuerzas Armadas en la capital, en tareas de gestión y planificación de efectivos, donde ascendió a Capitán en 1993. Desde 2000 ocupó tareas de mando en el Estado Mayor.
Participó en el golpe de Estado frustrado contra el entonces Presidente Maaouya Ould Taya en junio de 2003, debiendo luego exiliarse a Burkina Faso, regresando a Mauritania tras la amnistía posterior al golpe de Estado de 2005.
Participó en las elecciones presidenciales de Mauritania en 2007 donde sólo obtuvo un 1,92% de los votos en la primera vuelta.